# オン・ザ・ロード・アゲイン (キャンド・ヒートの曲)
「オン・ザ・ロード・アゲイン」（On the Road Again）は、キャンド・ヒートが1968年に発表した楽曲。

## 概要
シカゴのブルース・ミュージシャン、フロイド・ジョーンズは、トミー・ジョンソンの戦前のブルース「Big Road Blues」を作りかえて、1951年に「Dark Road」を発表した（なおキャンド・ヒートは、ジョンソンの「Canned Heat Blues」から自分たちのバンド名をつけた）。さらにレコード会社からの要請があり、ジョーンズは1953年に「オン・ザ・ロード・アゲイン」というタイトルでリメイクした。
1967年4月、キャンド・ヒートはオリジナル・メンバーのドラマーのフランク・クックと共に、ジョーンズの「オン・ザ・ロード・アゲイン」をシカゴのRCAスタジオで一度デモ録音している。その後、ドラマーはアドルフォ・デ・ラ・パラに代わり、同年9月6日、ロサンゼルスのリバティ・スタジオで再録音を行った。このときアラン・ウィルソン（Alan Wilson）は歌詞を付け加えた。ウィルソンはサイケデリックな色調にするため、南アジアの楽器であるタンブーラを弾いた。そしてバンドのボーカリストのボブ・ハイトにかわり、リード・ボーカルをとり、ハーモニカも吹いた。
1968年1月22日発売のアルバム『ブギー・ウィズ・キャンド・ヒート』に収録され、同年4月24日にシングル・カットされた。シングル・バージョンはアルバム・バージョンより1分以上短くされた。
ビルボード・Hot 100で16位を記録したほか、世界各国でヒットした。チャートの記録は以下のとおり。イギリス（8位）、カナダ（8位）、オーストラリア（9位）、フランス（7位）、西ドイツ（13位）、ベルギー（5位）、スイス（3位）など。
1969年、キャンド・ヒートはウッドストック・フェスティバルに出演。2009年に発売されたブルーレイ『Woodstock: 3 Days Of Peace And Music: The Director's Cut』に本作品の演奏場面が収録された。
「E/G/A」のギター・リフは本作品以降、ロック・ミュージックにおいて広く知られるようになった。

## その他のカヴァー
- ピート・タウンゼント – A Benefit for Maryville Academy（1999年）収録